# Phellinus lopezii
Phellinus lopezii är en svampart som beskrevs av M. Mata & Ryvarden 2010. Phellinus lopezii ingår i släktet Phellinus och familjen Hymenochaetaceae.   Inga underarter finns listade i Catalogue of Life.